# Damien Faulkner

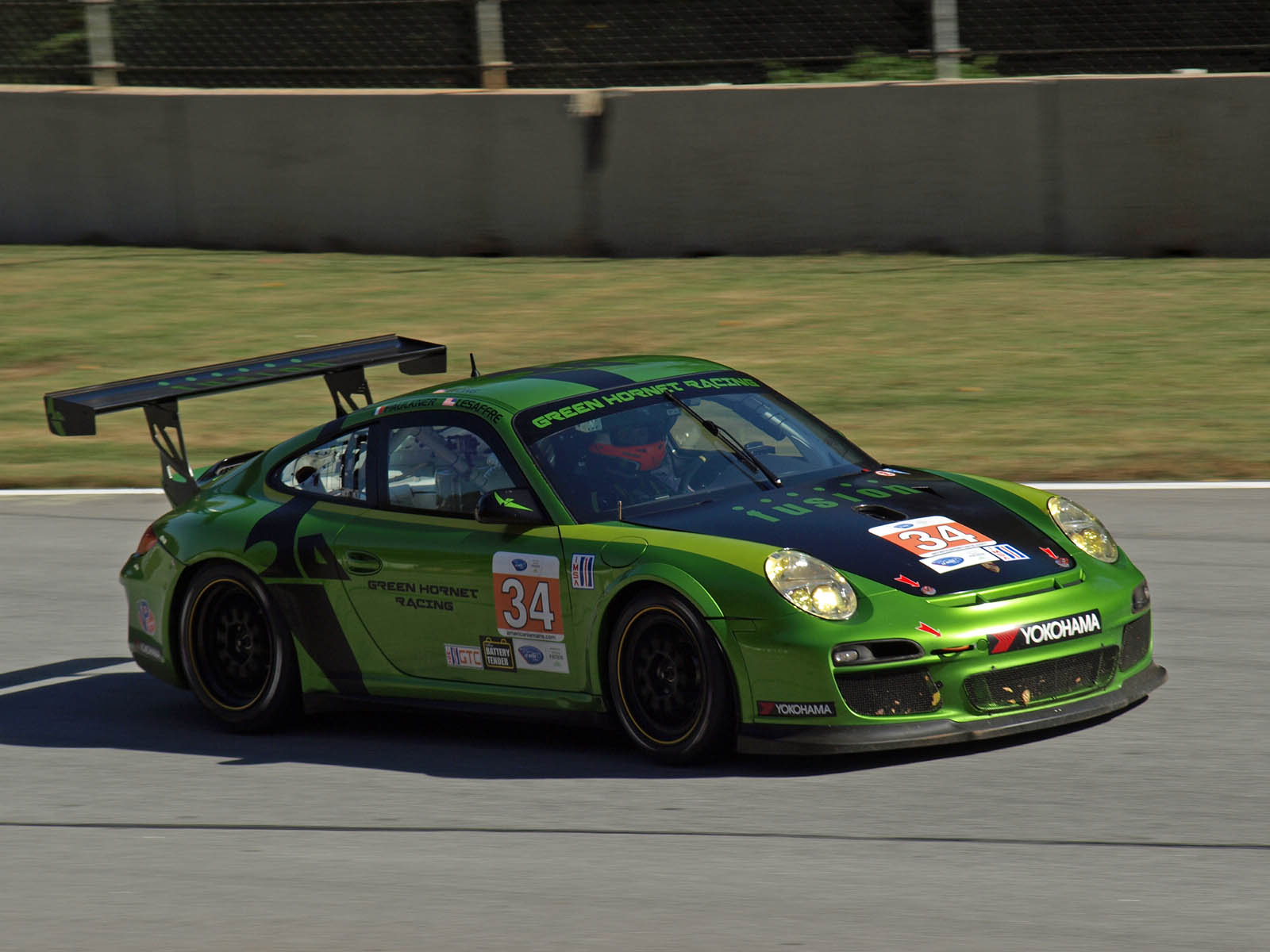
Damien Faulkner in Petit Le Mans in 2012.

Damien Faulkner (Carndonagh, 15 februari 1977) is een Iers autocoureur.

## Carrière
Faulkner begon zijn autosportcarrière in de Formule Vauxhall Junior in 1995, waarin hij de enige race waarin hij reed wist te winnen. In 1996 kwam hij enkel uit in het Formule Ford Festival en eindigde hier als elfde. In 1997 keerde hij terug in de Formule Vauxhall Junior en won twee races, waarmee hij derde werd in de eindstand. In 1998 maakte hij de overstap naar de Formule Palmer Audi en won één race op weg naar de zesde plaats in het kampioenschap. In 1999 won hij opnieuw één race en verbeterde zichzelf naar de derde plaats in het eindklassement. Vanwege zijn prestaties kreeg hij een Formule 3000-test aangeboden door het team Lukoil Arden. In 2000 keerde hij terug naar de Formule Palmer Audi en won hij zes races en werd hij kampioen in de klasse.
In 2001 maakte Faulkner de overstap naar de Verenigde Staten, waarin hij in de Indy Lights uitkwam bij het team Dorricott Racing. Vroeg in het seizoen behaalde hij twee overwinningen op de Texas Motor Speedway en de Portland International Raceway, waardoor hij achter Townsend Bell en Dan Wheldon derde werd in het kampioenschap met 141 punten. Daarnaast reed hij dat jaar op het Ierse Mondello Park in het FIA Sportscar Championship en won hij de race in de SR2-klasse.
In 2002 keerde Faulkner terug naar Europa om deel te nemen aan de World Series by Nissan, waarbij hij drie raceweekenden reed voor het team Zele Racing. Met een negende plaats op het Circuit Ricardo Tormo Valencia als beste resultaat werd hij 26e in het kampioenschap met twee punten. Daarnaast maakte hij dat jaar zijn debuut in de Porsche Supercup als gastrijder tijdens de race op Silverstone.
In 2003 had Faulkner geen vast racezitje, maar reed hij wel als gastrijder in het openingsweekend van de Britse Porsche Carrera Cup op Mondello Park, waar hij pole position behaalde en beide races won. Dit leidde ertoe dat hij het daaropvolgende jaar opnieuw werd uitgenodigd om aan deze race deel te nemen. Ondanks dat hij geen van beide races finishte, kreeg hij voor de rest van het seizoen een contract bij het team Motorbase Performance en won de seizoensafsluiter op Donington Park. In 2005 stapte hij over naar het Team SAS en behaalde zes zeges, waarvan vijf op een rij, waardoor hij het kampioenschap wist te winnen. Het daaropvolgende jaar won hij slechts drie races, maar omdat hij in slechts één race het podium miste, was hij constant genoeg om voor de tweede keer kampioen te worden in de klasse.
In 2007 maakte Faulkner de overstap naar de Porsche Supercup, waarin hij uitkwam voor het team Lechner Racing Bahrain. Zijn eerste race op het Bahrain International Circuit wist hij direct te winnen en later in het seizoen op het Autodromo Nazionale Monza voegde hij hier een tweede overwinning aan toe. Slechts in de laatste race van het seizoen verloor hij de titel aan Richard Westbrook, maar hij eindigde wel als tweede met 163 punten. In 2008 won hij twee races in Bahrein en op de Hungaroring en werd opnieuw tweede in het kampioenschap, ditmaal achter Jeroen Bleekemolen. In 2009 kende hij een moeilijker seizoen, waarin hij slechts twee keer op het podium stond en zesde werd in het eindklassement. In 2010 reed hij enkel in de race op Silverstone als gastcoureur en werd tiende.
Tussen 2011 en 2016 reed Faulkner in de American Le Mans Series, dat in 2014 de naam veranderde naar het United SportsCar Championship en in 2016 naar het WeatherTech SportsCar Championship. In die tijd behaalde hij vier overwinningen en was een vierde plaats in de GTC-klasse zijn beste kampioenschapsresultaat. Ook reed hij in deze periode een aantal races in de Grand American Rolex Series, de Continental Tire Sports Car Challenge, de Pirelli World Challenge en de European Le Mans Series, zonder noemenswaardige resultaten. In 2017 maakte hij de fulltime overstap naar de Continental Tire Sports Car Challenge.